# Elche Club de Fútbol
L'Elche Club de Fútbol, noto semplicemente come Elche (in valenciano Elx Club de Futbol), è una società calcistica spagnola della città di Elche, nella Comunità Valenciana. Milita in Primera División, la massima divisione del campionato spagnolo di calcio.
Fondata nel 1923, gioca le partite casalinghe allo stadio Manuel Martínez Valero, impianto da 33 732 posti. Conta 24 partecipazioni alla Primera División, la massima serie nazionale.

## Storia

### I primi anni (1923-1959)
Il club fu fondato nell'agosto del 1923, a seguito della fusione di tutti i club calcistici della città (La Sportiva, Gimnástica F.C., Illice F.C. e altri club minori), con il nome Elche Football Club. La prima partita in assoluto è stata contro il Monóvar vinta per 4-0. La squadra ha giocato la sua prima stagione in Tercera División nell'annata 1929-30 e ha ottenuto la promozione in Segunda División nel 1934.
Dopo una pressoché stabile militanza nell'allora terza categoria del calcio spagnolo fra gli anni '40 e '50, nel biennio 1957-1959 l'Elche ottiene due promozioni consecutive e accede per la prima volta alla Primera División, assicurandosi l'ammissione al massimo campionato spagnolo con la vittoria per 3-0 contro il Club Deportivo Tenerife.

### Ventennio in Primera División (1959-1978)
L'Elche inizia la propria militanza nella massima divisione con un pareggio contro il Real Oviedo: il primo gol è realizzato da Vicente Pahuet. Nel corso dell'annata si assiste alla vittoria per 2-1 sul Barcelona e alla sconfitta per 2-11 contro il Real Madrid. La squadra Franjiverde riesce a guadagnare una salvezza tutto sommato tranquilla, chiudendo l'annata d'esordio nella massima serie al decimo posto e riuscendo a raggiungere per la prima volta le semifinali in Coppa del Generalissimo, dove viene eliminata dall'Atlético Madrid poi vincitore del torneo. Nella stagione seguente il club si assicura nuovamente la permanenza nella massima serie vincendo il play-out contro l'Atlético Ceuta.
L'Elche consegue il miglior risultato di sempre nella stagione 1963-1964, ottenendo il quinto posto e venendo estromesso dalla possibilità di partecipare alla Coppa delle Fiere solo per l'assenza di una fiera internazionale in città. Nello stesso anno la squadra riserve ottiene la promozione in Segunda División.
Negli anni successivi la squadra riesce a consolidarsi nella massima serie, occupando stabilmente posizioni di medio-alta classifica e riuscendo a disputare una seconda semifinale di Coppa del Generalissimo nel 1967. Nel 1969 il club raggiunge per la prima volta la finale in della manifestazione a seguito delle vittorie contro il Pontevedra, il Valencia e la Real Sociedad. La finale, giocata il 15 giugno 1969 allo stadio Santiago Bernabéu, venne vinta dall'Athletic Bilbao per 1-0.
Nel 1971, dopo dodici stagioni consecutive nella divisione di vertice, l'Elche viene retrocesso in seconda serie. Due anni dopo il club riesce però a tornare in Primera División da campione. La seconda esperienza nella massima serie dura cinque anni, nei quali la squadra riesce a mantenere la categoria lottando spesso per non retrocedere. Nella stagione 1977-78, terminando diciassettesimo, il club torna nuovamente in Segunda División.

### Nuove esperienze inPrimerae crisi finanziaria (1978-1999)
Sebbene sulla carta fosse uno dei club favoriti per la promozione, l'Elche negli anni successivi non riuscì a classificarsi nelle prime posizioni. Nella stagione 1980-81, all'ultima di campionato, il club si trova al secondo posto, con due punti di vantaggio sul Rayo Vallecano e sul Racing Club de Santander. La partita con il Cádiz terminò con una sconfitta; l'Elche quindi si classificò dietro il Club Deportivo Castellón, Cádiz Racing e Rayo, mancando così di un soffio l'accesso in Primera.
Il club riuscì tuttavia ad ottenere la promozione nel 1984, dal momento che il Real Madrid Castilla e l'Athletic Bilbao B, classificatesi rispettivamente primo e secondo in campionato, non potevano per regolamento essere promosse. L'anno successivo il club terminò tuttavia diciassettesimo, e non riuscì ad evitare una nuova retrocessione. Nel 1988 la squadra ottenne una nuova promozione, la quarta, in massima serie, terminando al secondo posto.
Dopo una nuova immediata retrocessione nel 1989, stagione conclusa all'ultimo posto in campionato, l'Elche venne colpito da una grave crisi finanziaria, e per questo fu relegato in Segunda División B al termine della stagione 1990-91, a più di trent'anni di distanza dall'ultima esperienza in terza categoria.
Nonostante i buoni piazzamenti in campionato il club dovette attendere il 1997 per ottenere la promozione in Segunda División; il ritorno fu tuttavia breve, dato che la squadra retrocesse l'annata successiva. Nel 1998-99 una nuova vittoria nel gruppo promozione permise nuovamente ai Franjiverdes di tornare in Segunda División.

### Nuovi problemi societari, ritorno in auge e ricaduta (2000-oggi)
Dal 1999-2000 si apre per la squadra un nuovo periodo di stabile militanza in seconda divisione. Nella stagione 2010-2011 il club si qualifica ai play-off per la promozione in massima serie, dove viene sconfitto dal Granada in una finale molto combattuta, e che genererà diverse tensioni fra le tifoserie delle due squadre.
Il 18 maggio 2013, a seguito del pareggio tra Barcelona B e Real Valladolid, l'Elche ottiene automaticamente la promozione in massima divisione, dopo 24 anni dall'ultima apparizione in massima serie, vincendo il campionato di Segunda División.
Ottenuta la salvezza per un solo punto nell'annata 2013-14, il 5 giugno 2015 il club viene retrocesso d'ufficio in Segunda División, nonostante l'undicesimo posto ottenuto nella Liga, per problemi societari; al suo posto viene ripescato l'Eibar. 
Dopo un'annata conclusasi all'undicesimo posto nella serie cadetta, il club retrocede in Segunda División B al termine della stagione 2016-2017, classificandosi penultimo. Il club ottiene, tuttavia, una pronta risalita e torna in Segunda División per la stagione 2018-2019. 
Acquistata nel dicembre 2019 da una società facente capo all'ex calciatore argentino Christian Braganrik, al termine della stagione 2019-2020 la squadra biancoverde, classificatasi al sesto posto nella stagione regolare, viene promossa in Primera División grazie alla vittoria nei play-off, superando il Real Saragozza in semifinale e il Girona in finale e tornando così nella massima serie a cinque anni di distanza dall'ultima apparizione. 
La stagione 2020-2021 vede l'Elche ottenere la salvezza all'ultima giornata, mentre in quella successiva la permanenza in massima divisione viene raggiunta con maggiore tranquillità. Nel 2022-2023 l'Elche retrocede in seconda serie a causa dell'ultimo posto in classifica. Dopo due anni di permanenza in serie cadetta, nel 2025 la squadra ottiene una nuova promozione in massima serie, dopo il raggiungimento del secondo posto in campionato.

## Colori e simboli

### Colori sociali
La divisa dell'Elche è caratterizzata da una tipica maglia bianca attraversata orizzontalmente da una fascia di colore verde brillante nel centro. La colorazione della squadra (i cui tifosi sono noti anche come franjiverdes proprio per questo motivo) si deve all'idea di un allenatore del club, il ceco Anton Fivber, che nel 1927 introdusse la variazione sulla maglia allora completamente bianca del club per distinguerlo dalle numerose altre squadre che all'epoca indossavano la stessa divisa. Da allora salvo piccole variazioni, la divisa della società è rimasta la stessa.

### Stemma
Lo stemma del club è composto da uno scudo dalla punta allungata verso il basso, suddiviso in tre fasce orizzontali. Nella fascia superiore una figura femminile (la cosiddetta Dama di Elche) impugna un ramo di palma di colore verde; la fascia mediana, di fondo rosso, raffigura una torre dorata, simboleggiante la porta principale della città; la fascia inferiore, dallo sfondo blu, riporta un altare sempre di colore oro, contornato dalle lettere CIIA, che stanno per Colonia Ivlia Illice Avgvsta, antico nome latino della località. Gli elementi dello stemma del club sono ripresi in larga parte dallo stemma cittadino.

## Strutture

### Stadio
Lo stadio Manuel Martínez Valero fu inaugurato l'8 settembre 1976, andando a sostituire il precedente stadio Altabix, edificato nel 1926. La capienza totale dell'impianto è di 33.732 spettatori, le dimensioni del campo di gioco sono 105x68 metri.
La partita inaugurale fu giocata tra la squadra di casa, l'Elche, e la nazionale di calcio del Messico. Lo stadio ha inoltre ospitato la finale della Coppa del Re della stagione 2002-2003. Inoltre fece parte degli stadi in cui venne disputata la fase finale del campionato del mondo di Spagna 1982.
La squadra dispone di altri stadi, come il Campo del Clot, il Campo del Cementerio e lo Stadio di Elche (Campo de Don Jeremías).

## Società

### Settore giovanile
La squadra filiale dell'Elche è attualmente denominata Elche Ilicitano C.F.. In precedenza noto come Club Deportivo Ilicitano (fino al 1992) e Elche B (fino al 2005), milita attualmente in Tercera División, la quarta categoria della piramide calcistica spagnola.

## Calciatori

### Vincitori di titoli
Campioni del mondo
- Marcelo Trobbiani (Messico 1986)

## Palmarès

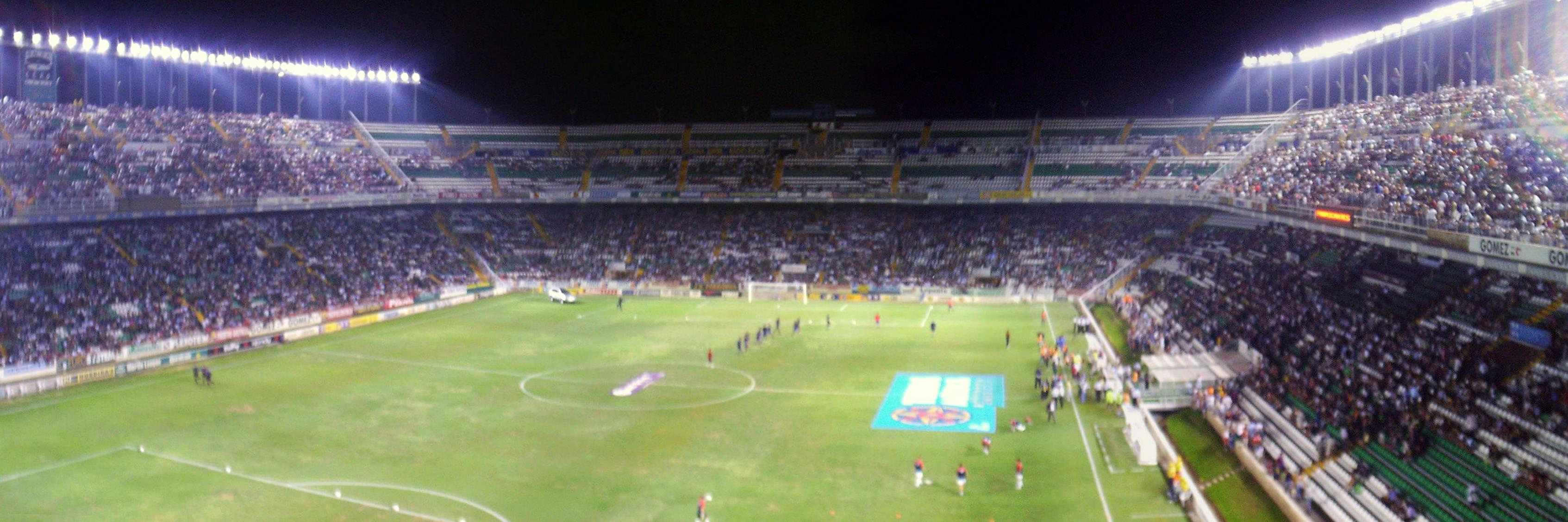
Elche-Barcellona nel 2003.

### Competizioni nazionali
- Segunda División: 2

1958-1959 (gruppo II), 2012-2013
- Tercera División: 7

1940-1941, 1943-1944, 1944-45, 1947-1948, 1954-1955, 1956-1957, 1957-1958

### Altri piazzamenti
- Coppa di Spagna:

Finalista: 1969
Semifinalista: 1959-1960, 1966-1967
- Segunda División (Spagna):

Secondo posto: 1972-1973, 1987-1988, 2024-2025
Promozione: 1983-1984
Vittoria play-off: 2019-2020
- Segunda División B:

Secondo posto: 1996-1997 (gruppo III)
Terzo posto: 1992-1993 (gruppo III), 1995-1996 (gruppo IV), 1998-1999 (gruppo III)
- Tercera División:

Secondo posto: 1929-1930, 1932-1933, 1933-1934, 1945-1946, 1946-1947
Terzo posto: 1953-1954, 1955-1956
- Copa Federación de España:

Finalista: 1999-2000

## Statistiche e record
Alla 2024-2025 il club ha ottenuto le seguenti partecipazioni ai campionati nazionali:
| Livello | Categoria                             | Partecipazioni | Debutto   | Ultima stagione | Totale |
| ------- | ------------------------------------- | -------------- | --------- | --------------- | ------ |
| 1º      | Primera División                      | 24             | 1959-1960 | 2022-2023       | 24     |
| 2º      | Segunda División                      | 41             | 1934-35   | 2024-2025       | 41     |
| 3º      | Segunda División B / Tercera División | 27             | 1929-30   | 2017-18         | 27     |

- Miglior piazzamento in Primera división: 5º (stagione 1963-64)
- Peggior piazzamento in Primera división: 20º (stagione 1988-89)

## Tifoseria

### Gemellaggi e rivalità
La rivalità maggiormente sentita dai tifosi dell'Elche è quella nei confronti dell'Hércules, squadra della vicina città di Alicante (le due località distano meno di mezz'ora di auto l'una dall'altra). Lo scontro fra le due compagini, avvenuto 6 volte in Primera División, viene talvolta denominato derby alicantino o ilicitano.
Ulteriore rivalità si riscontra anche nei confronti del Real Murcia (le due città distano meno di 60 chilometri fra loro) e delle due squadre di Valencia, il Valencia e il Levante. Dal 2011 è inoltre nata una inimicizia nei confronti del Granada, originatasi dall'esito della finale per la promozione nella massima categoria disputatasi quell'anno.
In ambito internazionale, dal 2012 la tifoseria dell'Elche conserva una solida amicizia con i tifosi della Juventus.

## Organico

### Rosa 2025-2026
Aggiornata al 19 agosto 2025.
| N. |                       | Ruolo | Calciatore             |
| -- | --------------------- | ----- | ---------------------- |
| 1  | Argentina (bandiera)  | P     | Matías Dituro          |
| 3  | Spagna (bandiera)     | D     | Jairo Izquierdo        |
| 4  | Spagna (bandiera)     | D     | Bambo Diaby            |
| 5  | Argentina (bandiera)  | C     | Federico Redondo       |
| 6  | Spagna (bandiera)     | D     | Pedro Bigas (capitano) |
| 7  | Spagna (bandiera)     | A     | Yago Santiago          |
| 8  | Spagna (bandiera)     | C     | Marc Aguado            |
| 9  | Portogallo (bandiera) | A     | André Silva            |
| 10 | Spagna (bandiera)     | A     | Rafa Mir               |
| 11 | Spagna (bandiera)     | A     | Germán Valera          |
| 14 | Spagna (bandiera)     | C     | Aleix Febas            |
| 16 | Portogallo (bandiera) | C     | Martim Neto            |
| 17 | Spagna (bandiera)     | C     | Josan                  |

| N. |                            | Ruolo | Calciatore          |
| -- | -------------------------- | ----- | ------------------- |
| 18 | Spagna (bandiera)          | D     | John Nwankwo        |
| 19 | Marocco (bandiera)         | A     | Mourad El Ghezouani |
| 20 | Uruguay (bandiera)         | A     | Álvaro Rodríguez    |
| 21 | Francia (bandiera)         | D     | Léo Pétrot          |
| 22 | Austria (bandiera)         | D     | David Affengruber   |
| 23 | Spagna (bandiera)          | D     | Víctor Chust        |
| 27 | Romania (bandiera)         | D     | Albert Niculăesei   |
| 30 | Spagna (bandiera)          | C     | Rodri Mendoza       |
| 32 | Marocco (bandiera)         | A     | Adam Boayar         |
| 35 | Marocco (bandiera)         | A     | Ali Houary          |
| 37 | Spagna (bandiera)          | C     | Antonio Martínez    |
| 45 | Spagna (bandiera)          | P     | Alejandro Iturbe    |
|    | Rep. Dominicana (bandiera) | C     | Rafa Núñez          |